# Wybory prezydenckie w Stanach Zjednoczonych w 1924 roku

Mapa wyborcza Stanów Zjednoczonych w 1924 roku. Liczba na mapie określa liczbę przedstawicieli stanu w Kolegium Elektorów

Wybory prezydenckie w Stanach Zjednoczonych w 1924 roku – trzydzieste piąte wybory prezydenckie w historii Stanów Zjednoczonych. Na urząd prezydenta wybrano Calvina Coolidge’a, a wiceprezydentem został Charles Gates Dawes.

## Kampania wyborcza
Ponieważ Calvin Coolidge został prezydentem w 1923 roku w wyniku sukcesji po zmarłym Warrenie Hardngu, stał się on naturalnym kandydatem Partii Republikańskiej. Bossowie partyjni obawiali się utraty władzy, z powodu wyjścia na jaw nadużyć w administracji Hardinga, dlatego postanowili poprzeć Coolidge’a, który nie był uwikłany w żaden skandal. Konwencja odbyła się w Cleveland w dniach 10-12 czerwca 1924, gdzie urzędujący prezydent otrzymał nominację w pierwszym głosowaniu. Kandydatem na wiceprezydenta został początkowo Frank Orren Lowden, lecz wobec jego odmowy, ostatecznie nominowano Charlesa Dawesa. Delegaci Partii Demokratycznej zebrali się w Nowym Jorku, obradując z przerwami od 24 czerwca do 9 lipca. Byli głęboko podzieleni ze względu na kwestie prohibicji, działalności Ku Klux Klanu i imigrantów. Była to najdłuższa konwencja w historii amerykańskiej polityki, gdzie na początku było aż sześćdziesięciu potencjalnych kandydatów. W 103. głosowaniu wymaganą większość uzyskał John Davis. W wyniku połączenia sił politycznych, progresywistów, socjalistów, związkowców i farmerów z Zachodu powstała Partia Postępu, której kandydatem został Robert La Follette. Jego program opierał się głównie na upaństwowieniu kolejnictwa, walce z monopolami, obniżeniu taryf celnych i pomocy socjalnej dla rolników. Demokraci atakowali obóz władzy za nadużycia w administracji publicznej, natomiast republikanie nie wdawali się z rywalami w utarczki słowne. Wysoka koniunktura ułatwiła zwycięstwo Coolidge’a.

## Kandydaci

### Partia Demokratyczna

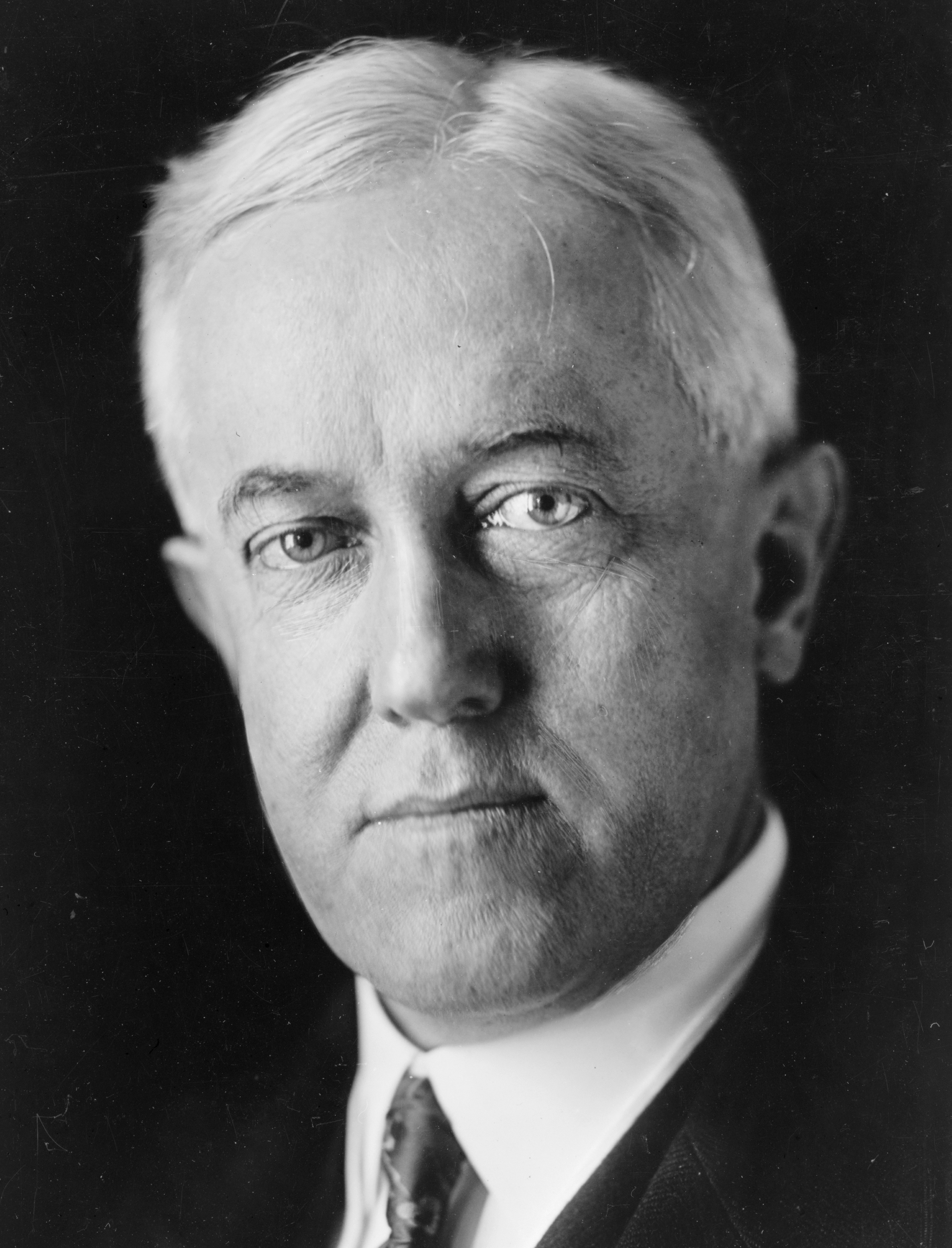
John Davis
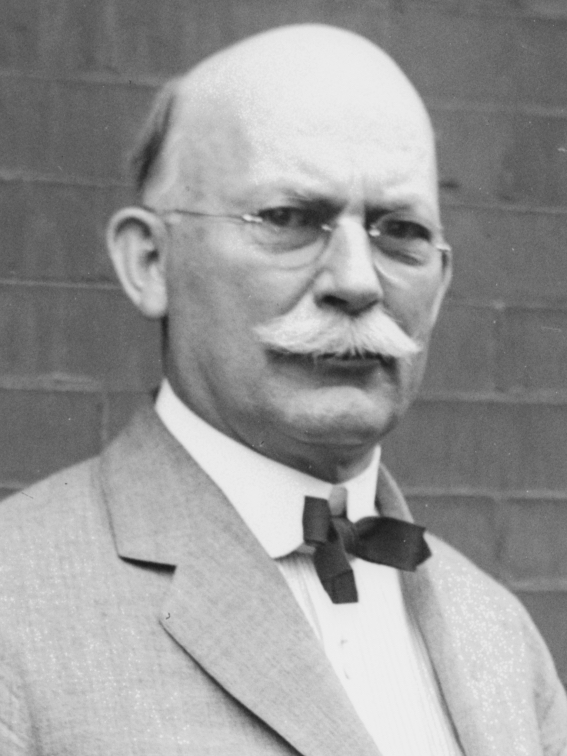
Charles Bryan

### Partia Postępowa

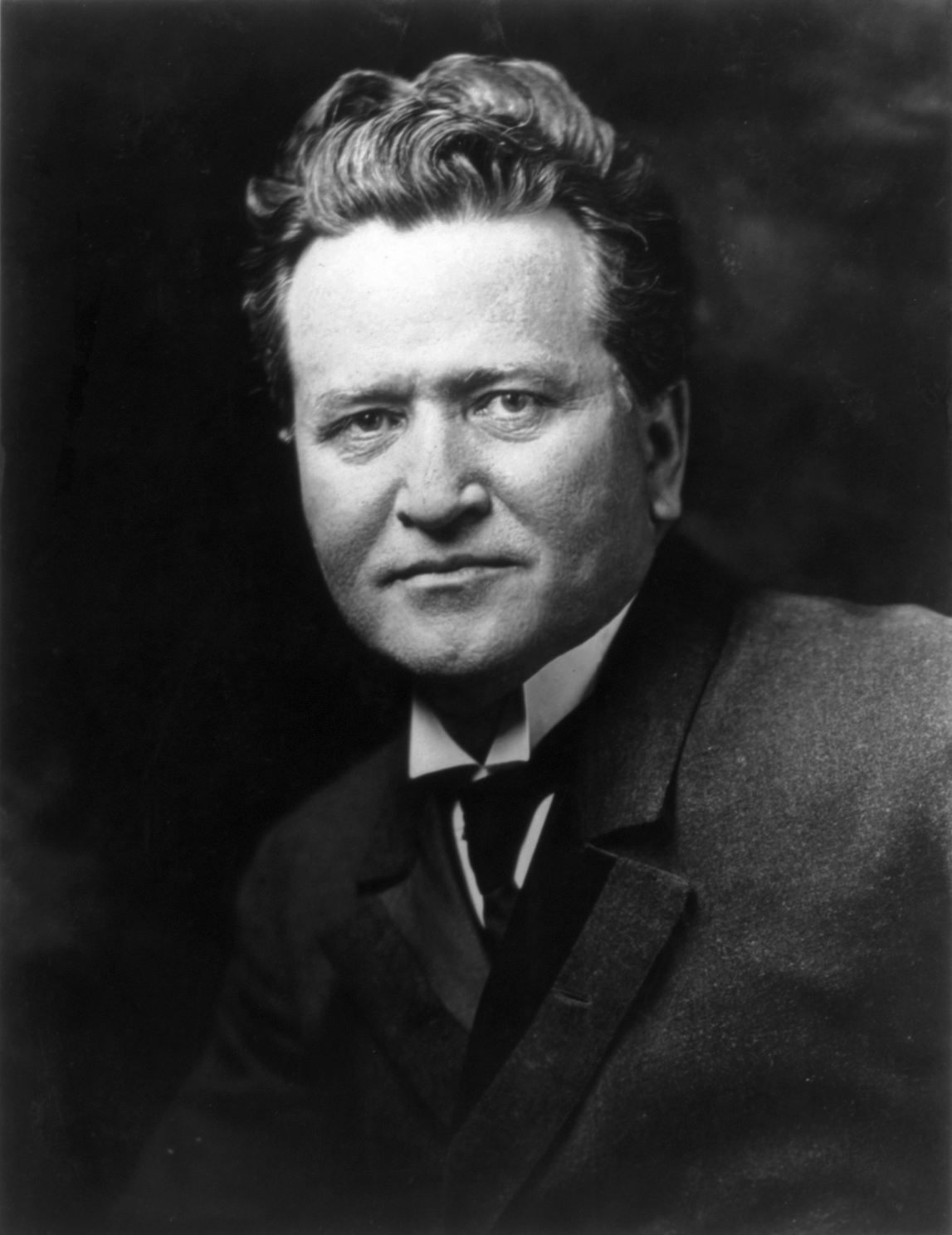
Robert La Follette
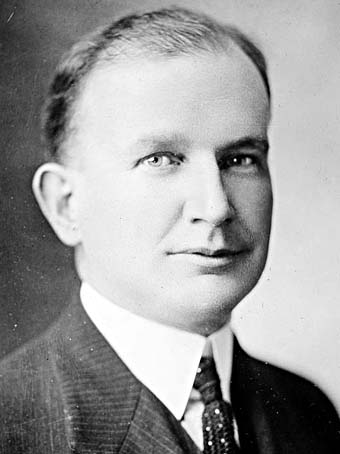
Burton Wheeler

### Partia Republikańska

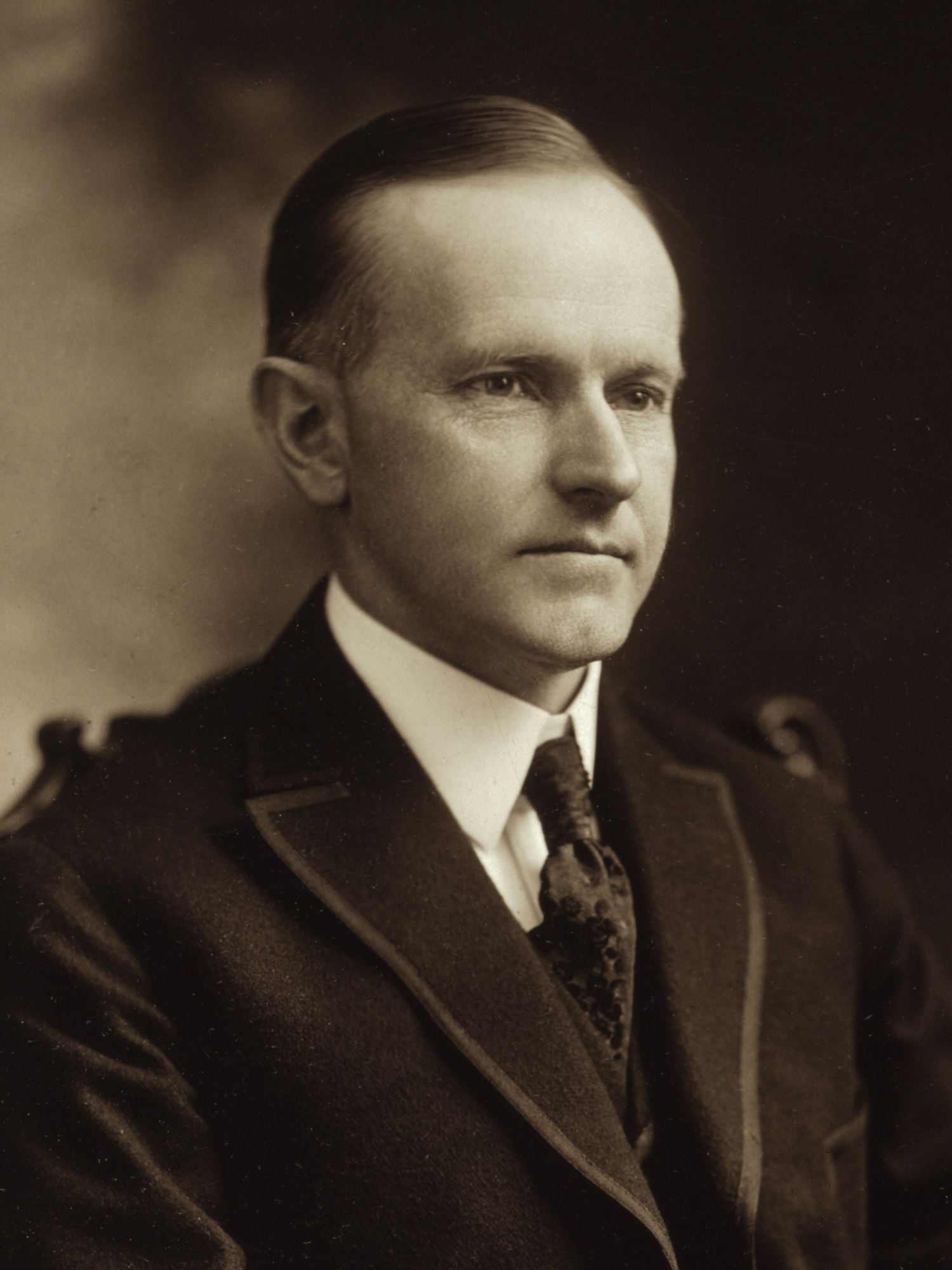
Calvin Coolidge
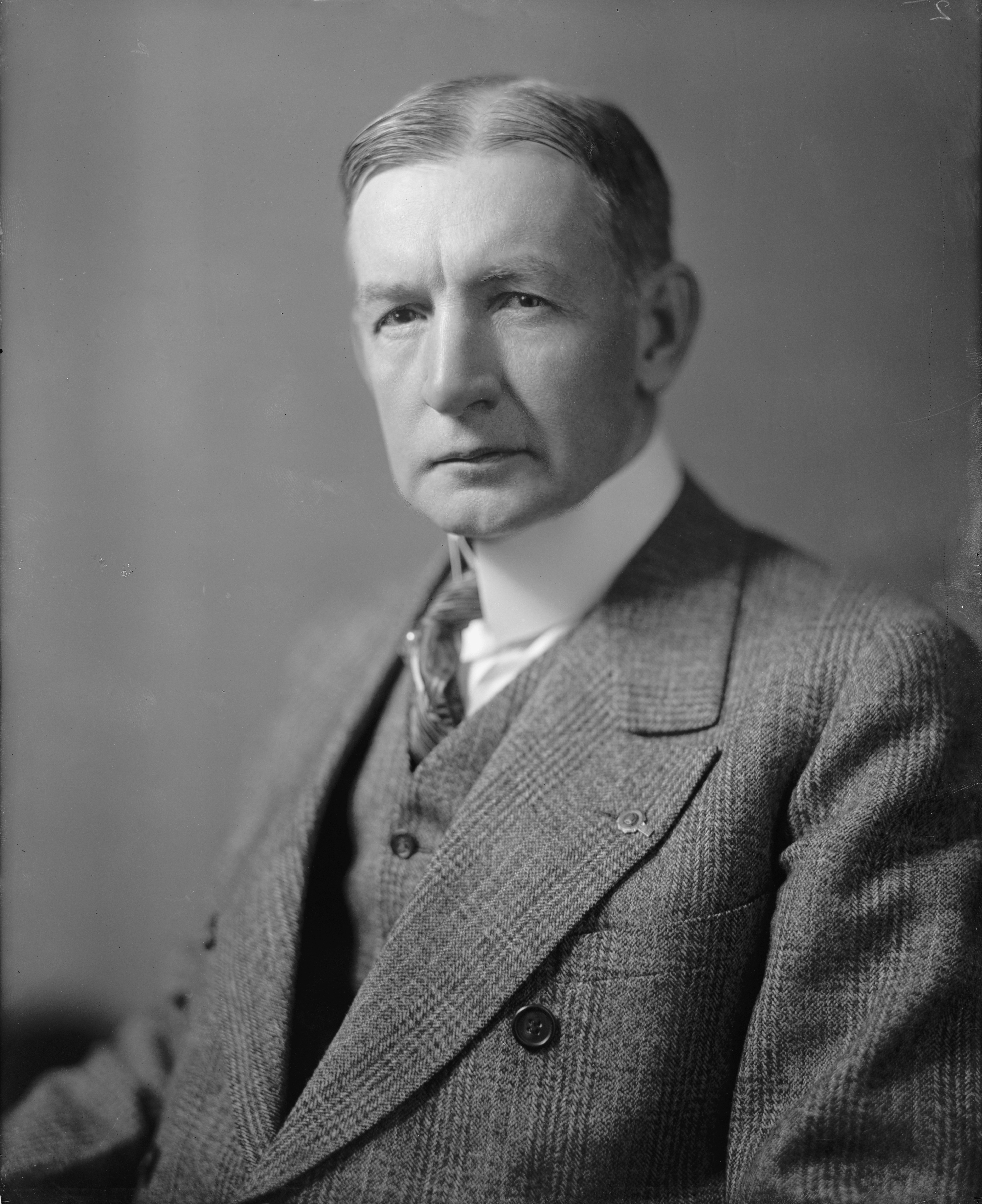
Charles Dawes

## Wyniki głosowania
Głosowanie powszechne odbyło się 4 listopada 1924. Coolidge uzyskał 54% poparcia, wobec 28,8% dla Davisa i 16,6% dla La Follette’a. Ponadto, niecałe 160 000 głosów oddano na niezależnych elektorów, głosujących na innych kandydatów. Frekwencja wyniosła 48,9%. W głosowaniu Kolegium Elektorów Coolidge uzyskał 382 głosy, przy wymaganej większości 266 głosów. Na Davisa zagłosowało 136 elektorów, a na La Follette’a – 13. W głosowaniu wiceprezydenckim zwyciężył Dawes, uzyskując 382 głosy, wobec 136 dla Bryana i 13 dla Wheelera.
Calvin Coolidge został zaprzysiężony 4 marca 1925.
| Kandydat na prezydenta | Partia               | Głosowanie powszechne | Głosowanie powszechne | Kolegium Elektorów |
| Kandydat na prezydenta | Partia               | Głosy                 | Procent               | Kolegium Elektorów |
| ---------------------- | -------------------- | --------------------- | --------------------- | ------------------ |
| Calvin Coolidge        | Partia Republikańska | 15 719 921            | 54%                   | 382                |
| John Davis             | Partia Demokratyczna | 8 386 704             | 28,8%                 | 136                |
| Robert La Follette     | Partia Postępowa     | 4 832 532             | 16,6%                 | 13                 |
| Łącznie                | Łącznie              | Łącznie               | Łącznie               | 531                |

| Kandydat na wiceprezydenta | Partia               | Kolegium Elektorów |
| -------------------------- | -------------------- | ------------------ |
| Charles Dawes              | Partia Republikańska | 382                |
| Charles Bryan              | Partia Demokratyczna | 136                |
| Burton Wheeler             | Partia Postępowa     | 13                 |
| Łącznie                    | Łącznie              | 531                |